# Reclam-Verlag
Reclam är ett bokförlag i Tyskland.
Reclam är känt för sina pocketböcker vars omslag är gula. Förlaget räknar sitt ursprung till 1828, då det grundlades av Anton Philipp Reclam.
- Wikimedia Commons har media som rör Reclam-Verlag.